# Ytre Stavangers prosteri

Prosterier i Stavangers stift. Det röda området på kartan är Ytre Stavangers prosteri.

Ytre Stavangers prosteri (norska: Ytre Stavanger prosti) är ett kontrakt (prosteri, norska: prosti) i Stavangers stift inom Norska kyrkan. Kontraktet omfattar de nordliga, de sydliga och de västliga delarna av staden Stavanger i Stavangers kommun i Rogaland fylke i sydvästra Norge.

## Socknar
Ytre Stavanger prosteri består av åtta socknar (norska: sokn eller sogn), samtliga inom Stavangers kyrkliga samfällighet (norska: kirkelige fellesråd):
- Gausels socken
- Hafrsfjords socken
- Hillevågs socken
- Hinna socken
- Madlamarks socken
- Sunde socken
- Tasta socken
- Vardenesets socken